# Александър Иванов (поет)
Александър Костадинов Иванов е съвременен български поет, редактор в списание Нова асоциална поезия. Автор е на стихосбирката „Изживей ме“, която излиза в края на 2017 г.

## Биография
Роден е на 9 септември 1986 г. в София. Средното си образование завършва в 33 езикова гимназия „Св. София“. Дипломиран магистър в УНСС, специалност „Международна търговия и развитие“. От 2017 г. Александър Иванов е редактор в Нова асоциална поезия, както и водещ и организатор на ежемесечните четения на организацията. Негови стихове са публикувани на арабски език в палестинското издание за култура „Алхадас“. Вдъхновява се от музиката, най-вече от Joy Division.
През декември 2017 г. излиза дебютната стихосбирка на Иванов, озаглавена 'Изживей ме" (изд. „Фабрика за книги“), под редакцията на Ива Спиридонова. Премиерата на книгата е на 9 февруари 2018 г. в клуб „Maze“ в София с участието на Деси Нико, Васил Прасков, Стефан Гончаров, Добрин Донев, Кристияна Делчева.